# Doucen
Doucen là một đô thị thuộc tỉnh Biskra, Algérie. Dân số thời điểm năm 2002 là 21.212 người.